# Tambō

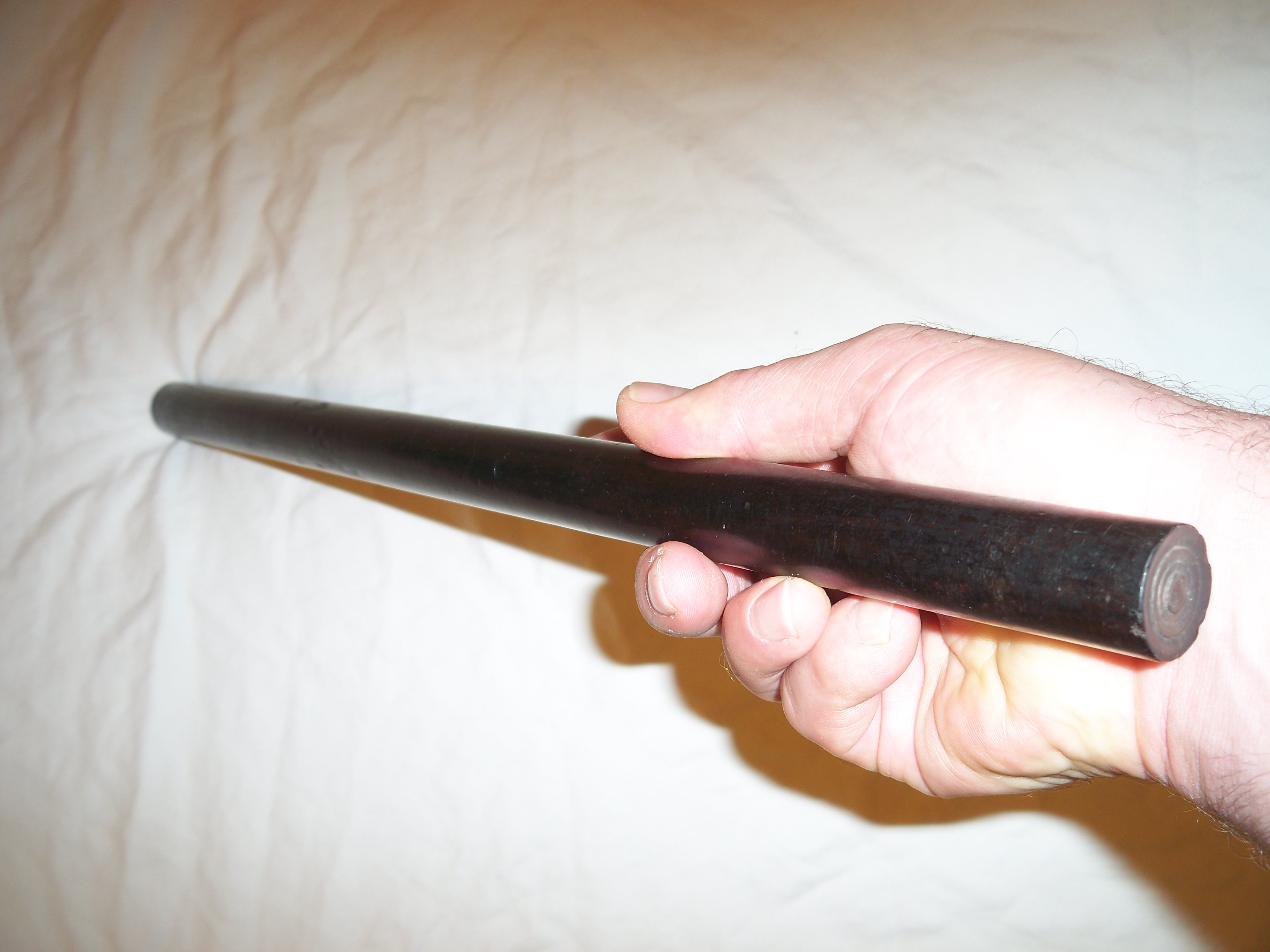
Tambō o bastón corto antiguo, un arma tradicional perteneciente a las artes marciales, hecho de madera dura de aproximadamente 18 pulgadas.

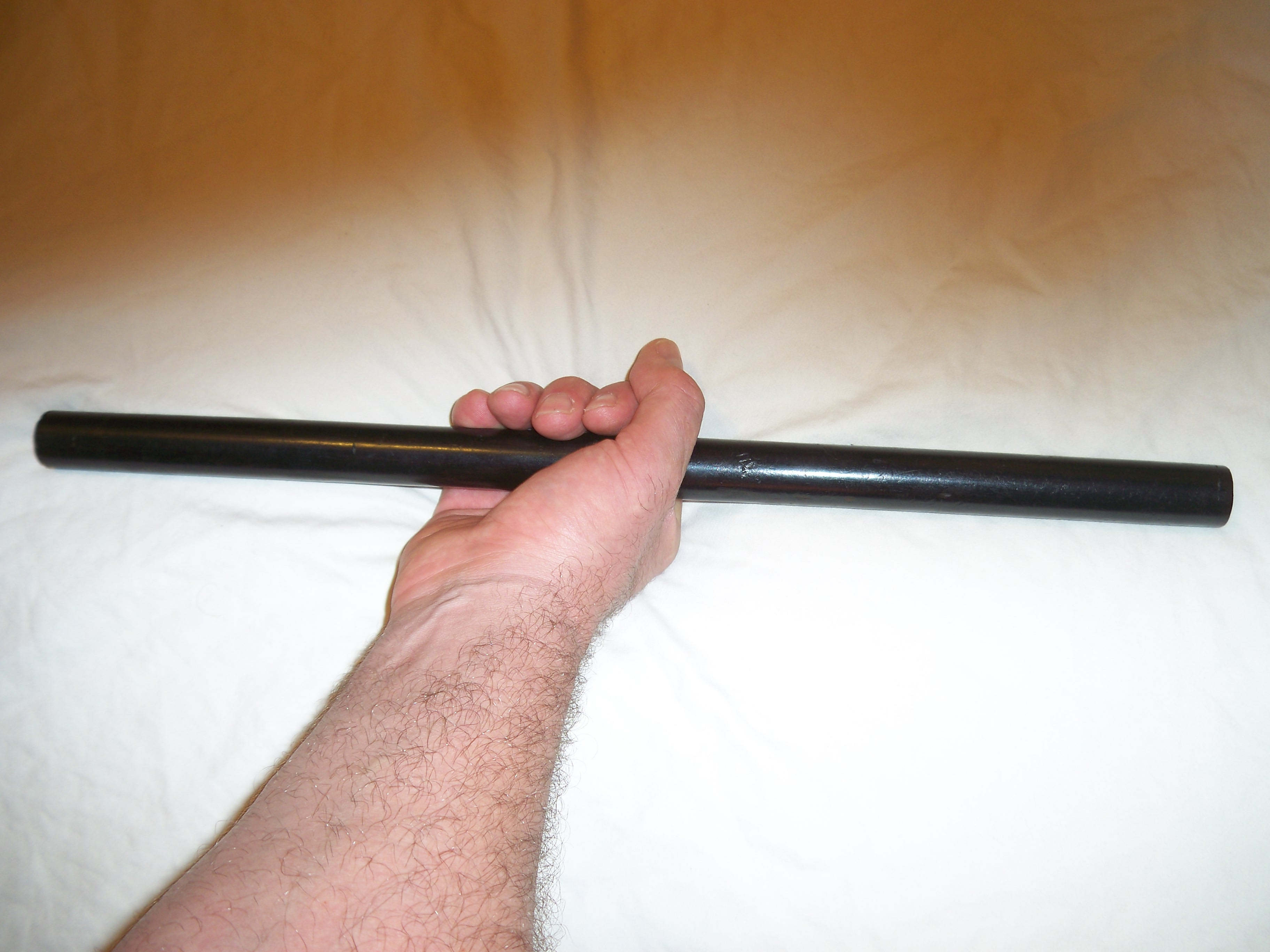
Un tambō sujetado a la mitad.

El tambō (短棒 en japonés), (también tanbō o tanjō) es un arma personal corta usada en el Japón feudal, hecha de madera. Hoy en día, el uso del tambō es preservado por varios estilos tradicionales de artes marciales japonesas (como: el jiu-jitsu, el ninjutsu, el kobudō, y el aikidō), y adoptado por varias disciplinas coreanas derivadas de las japonesas; como el hapkido (donde se le conoce como dang bong). Asimismo, es usado por varios cuerpos policiales en su forma moderna, donde se le conoce como el bastón telescópico o bastón extensible al ser hecho de varias piezas (cilindros) de metal o en carbono, que se despliegan mediante la extensión brusca del codo.

## Descripción
El tambō es un arma corta, para la defensa personal hecha de madera muy dura, no pesada que se utiliza para bloquear, atrapando las articulaciones del oponente, o golpear de forma percutante o penetrante. Dentro de la tradición marcial japonesa hay otros bastones cortos también son llamados hanbō, si miden desde los 90 cm hasta 1 m (o la longitud del muslo y la pierna), y el bastón largo de aproximadamente 1,8 m conocido como bō. No hay una longitud oficial en las diferentes ryū (escuelas de artes marciales clásicas del Japón) quienes utilizaban tambōs de varias longitudes (aproximadamente entre los 30 y los 45 cm). El tambō, debe ser individualmente dimensionado utilizando la longitud del antebrazo y mano cerrada del practicante.
En el arte marcial de la eskrima filipina también conocido como kali o arnis, se usa el bastón medio u "olisi", de aproximadamente 75 cm de longitud, para golpear, bloquear, interceptar, chequear, atrapar y estrangular. siendo su manejo en solitario o en parejas la base de varios estilos; donde se también se trabajan otras armas tradicionales, como la lanza, el machete, el cuchillo, el látigo además de técnicas a mano vacía.
En el arte marcial coreano del hapkido, al tambō se le conoce como dan bong, siendo sus técnicas una síntesis de las tradiciones japonesa y china.

## Uso del arma
El tambō o bastón corto japonés es dirigido con el codo y el hombro, y manipulado con la muñeca. Dentro del ámbito de la tradición marcial del Japón o budō los movimientos son similares a los movimientos del sable, del cuchillo, y del abanico de guerra. El tambō puede ser mortal en manos expertas. El uso principal es atacar con rapidez y precisión. Sea golpeando de forma percusiva o penetrante los huesos,o atrapando diferentes segmentos corporales, y/o estrangulando. Bajo la aplicación de este concepto, prácticamente cada parte del cuerpo puede ser golpeada y/o inmovilizada con esta arma.
Para utilizar esta arma de forma eficaz, el oponente debe ser imaginado como un objeto de tres dimensiones, su objetivo es lograr impactar desde diferentes ángulos, diversos puntos vulnerables  (principalmente los huesos y articulaciones). Y por supuesto, varios de los tejidos blandos.  Asimismo se pueden atacar de forma angular; los llamados puntos nerviosos o kyusho por presión o fricción. 
El tambō también se puede utilizar para bloquear (con una o, a dos manos), empujar, controlar o desviar, y golpear al enemigo; asimismo se pueden realizar varias luxaciones articulares, estrangulamientos y parar varios tipos de ataques, incluso defenderse de ataques con armas blancas o contundentes. La velocidad, la distancia, la precisión, la oportunidad y el control son los componentes físico-tácticos fundamentales en la utilización con éxito del tambō. Esta arma ya era utilizada en el antiguo Japón desde la época de los guerreros medievales o samuráis en el combate cuerpo a cuerpo, no solo para atacar sino como medio para someter al adversario.